# (15422) 1998 QP45
A (15422) 1998 QP45 a Naprendszer kisbolygóövében található aszteroida. A LINEAR projekt keretében fedezték fel 1998. augusztus 17-én.